# Éléonore Caroit
Eléonore Anne-Marie Caroit (París, 8 de julio de 1985) es una abogada y política franco-dominicana. 
Es miembro del partido francés La République En Marche. Actualmente funge como diputada en la Asamblea Nacional Francesa por la segunda circunscripción de los franceses en el extranjero (América Latina y el Caribe) con el grupo Ensemble durante el periodo 2022-2027.

## Biografía

### Orígenes
Éléonore Anne-Marie Caroit nace en la capital francesa en 1985. Es hija de un periodista francés y una jurista dominicana. Dado el origen de sus padres, Eléonore obtiene la doble nacionalidad (francesa y dominicana), quien a pesar de haber nacido en el 14.º distrito de París, Francia,  fue criada en República Dominicana, donde su familia se instaló desde que ella tenía tan solo 3 años de edad. Eléonore Caroit está casada desde el 2011 y el matrimonio tiene dos hijos.

### Formación y estudios
Terminó un bachillerato científico en el Liceo francés de Santo Domingo en el 2003. Regresa a París donde es licenciada por el Instituto de Estudios Políticos de esa ciudad (Sciences Po). Posee un máster conjunto en derecho comercial internacional por la Universidad de París I Panthéon-Sorbonne y el Instituto de Estudios Políticos de París en el 2008. 
Después, Caroit decide viajar a los Estados Unidos a continuar con sus estudios y obtiene un segundo máster en Derecho de la Columbia Law School, de la Universidad de Columbia, de Nueva York, en el 2010, donde fue Harlan Fiske Stone scholar y recibió el reconocimiento de la Parker School en derecho internacional y comparado.

### Trayectoria profesional
Después de sus estudios Caroit comienza su carrera como abogada en Derecho Internacional, donde durante más de 10 años ha ejercido en bufetes de abogados internacionales. Desde el 2021, Eléonore Caroit es socia fundadora de MGC Arbitration, especializada en arbitraje y litigios internacionales, con un enfoque especializado en América Latina.

### Trayectoria política
Simpatiza con el proyecto de Emmanuel Macron y en el recién creado movimiento LaREM, por lo que decide adherirse a este desde el 2017, en donde fue cabeza de lista para las elecciones consulares en el 2021, grupo que ganó 8 curules.
Caroit se ha desempeñado como miembro de asociaciones de ayuda a los refugiados en Nueva York (LegalAid) y en París (Pierre Claver). También ha participado en las elecciones de República Dominicana como observador electoral y así garantizar el correcto desarrollo de los escrutinios. De igual forma, Eléonore milita por la participación más robusta de las mujeres en la política.